# Administrador de rentas
Los administradores de rentas eran los empleados de Hacienda, que dependientes de la Dirección General de Rentas, residente en la corte y bajo la inspección de los intendentes de las provincias, cuidaban de la cabal y exacta recaudación de los productos de las contribuciones y derechos, con puntual arreglo a lo que prevenían las Ordenanzas y los Reglamentos.
Aunque, según se colige de lo referido, las cualidades de un administrador se reducían a la honradez, la más asidua laboriosidad y al conocimiento de las órdenes que gobiernen en el manejo del ramo de que se hallare encargado, no debía desentenderse de los miramientos que se merece el contribuyente. Debía ser tan decidido protector del trabajo y tan cuidadoso del bienestar de los pueblos como enérgico con los que resistieran o difirieran sin justa causa el pago de los tributos: con el defraudador y con el concusunario.
Las instrucciones que se publicaron por los años de 1578 y 1597, inculcan con gran sabiduría estos deberes a los administradores, cuando les previenen que hagan entender a los pueblos la conveniencia que se les sigue de encabezarse, representándoles los rigores de la administración, valiéndose de personas de autoridad, yendo a los ayuntamientos y escribiendo papeles a las justicias para que se persuadan.